# HD 172991
HD 172991 eller HR 7031, är en dubbelstjärna belägen i mellersta delen av stjärnbilden Södra kronan. Den har en skenbar magnitud av ca 5,44 och är svagt synlig för blotta ögat där ljusföroreningar ej förekommer. Baserat på parallax enligt Gaia Data Release 3 på ca 2,68 mas beräknas den befinna sig på ett avstånd av ca 1 220 ljusår (ca  370 parsec) från solen. Den rör sig närmare solen med en heliocentrisk radialhastighet av ca -17 km/s. Stjärnan minskas på dess nuvarande avstånd i ljusstyrka genom skymning av interstellärt stoft med magnituder och den har en absolut magnitud på -2,56.

## Egenskaper
HD 172991 är en orange till gul jättestjärna av spektralklass K1/2 III. Den har en massa av ca 5 solmassor, en radie av ca 54 solradier och utsänder energi från dess fotosfär motsvarande ca 1 750 gånger solen vid en effektiv temperatur av ca 5 000 K. Den har en metallicitet med en järnhalt på 39 procent av solens med [Fe/H = -0,41]. Stjärnan roterar långsamt med en projicerad rotationshastighet på ca 4 km/s. Följeslagaren, HD 172992, är en stjärna av spektraltyp B med  spektralklass B9/A1 V. Även om de två komponenterna kan upplösas i spektrumet, kan de inte observeras i teleskop, vilket gör dem svåra att observera.